# Skandinavci
Skandinávci so prebivalci Skandinavije. Mednje uvrščamo:
- Dance, ki živijo na Danskem in govorijo dansko,
- Norvežane, ki živijo na Norveškem in govorijo norveško in
- Švede, ki živijo na Švedskem in govorijo švedsko.

Včasih sem štejemo tudi prebivalce drugih skandinavskih držav, čeprav ti ne živijo na Skandinavskem polotoku:
- Fince, ki živijo na Finskem in govorijo finsko in
- Islandce, ki živijo na Islandiji in govorijo islandsko.